# Dendropsophus bogerti
Espèce
Synonymes
- Hyla bogerti Cochran & Goin, 1970
- Hyla charlesbogerti Cochran & Goin, 1970

Statut de conservation UICN

 LC  : Préoccupation mineure
Dendropsophus bogerti est une espèce d'amphibiens de la famille des Hylidae.

## Répartition
Cette espèce est endémique de Colombie. Elle se rencontre :
- dans les départements d'Antioquia et de Caldas dans la partie Nord du versant Ouest de la cordillère Centrale ;
- dans le département de Chocó sur le versant Ouest de la cordillère Occidentale.

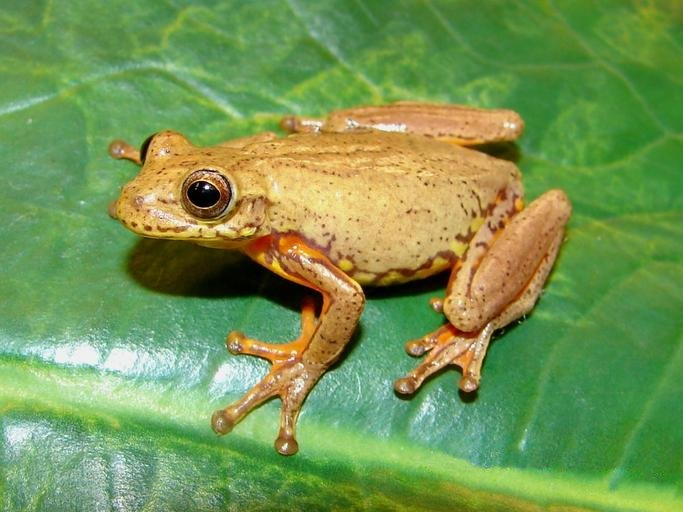
Dendropsophus bogerti

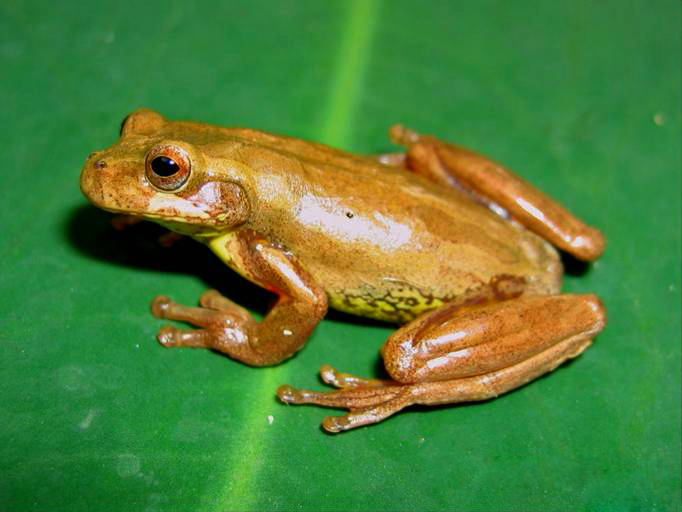
Dendropsophus bogerti

## Étymologie
Cette espèce est nommée en l'honneur de Charles Mitchill Bogert.

## Publication originale
- Cochran & Goin, 1970 : Frogs of Colombia. United States National Museum Bulletin, vol. 288, p. 1-655. (texte intégral).